# Nấm linh chi
Nấm linh chi, tên khoa học là Ganoderma lucidum, là một loại nấm lỗ thuộc chi Ganoderma, họ Nấm lim (Ganodermataceae). Nấm linh chi còn có những tên khác như Tiên thảo, Nấm trường thọ, Vạn niên nhung.
Nấm Linh chi là một dược liệu mà con người từ xa xưa đã biết dùng làm thuốc. Trong Thần nông bản thảo nấm linh chi được xếp vào loại siêu thượng phẩm hơn cả nhân sâm, trong Bản thảo cương mục nấm linh chi được coi là loại thuốc quý, có tác dụng bảo can (bảo vệ gan), giải độc, cường tâm, kiện não (bổ óc), tiêu đờm, lợi niệu, ích vị (bổ dạ dày); gần đây các nhà khoa học Trung Quốc và Nhật Bản phát hiện nấm linh chi còn có tác dụng phòng và chống ung thư, chống lão hóa làm tăng tuổi thọ.
Có nhiều công trình nghiên cứu trên thế giới đã định danh được các hoạt chất và xác định tác dụng dược lý của nấm linh chi như: germani, axit ganoderic, axit ganodermic, axit oleic, ganodosteron, ganoderans, adenosine, beta-D-glucan, (đặc biệt trong nấm linh chi, có hàm lượng germani cao hơn trong nhân sâm đến 5 - 8 lần). Các nhà khoa học Việt Nam tìm thấy trong nấm Linh chi có chứa 21 nguyên tố vi lượng cần thiết cho sự vận hành và chuyển hóa của cơ thể như: đồng, sắt, kali, magie, natri, calci
Theo y học cổ truyền, nấm linh chi có vị nhạt, tính ấm, có tác dụng tư bổ cường tráng, bổ can chí, an thần, tăng trí nhớ.
Ngày nay người ta biết trong nấm linh chi có germani giúp tế bào hấp thụ Oxy tốt hơn; polysaccharide làm tăng sự miễn dịch trong cơ thể, làm mạnh gan, diệt tế bào ung thư; acid ganodermic chống dị ứng, chống viêm.

## Các loại nấm linh chi và công dụng của nó
- Thanh chi (xanh) vị toan bình. Giúp cho sáng mắt, giúp cho an thần, bổ can khí, nhân thứ, dùng lâu sẽ thấy thân thể nhẹ nhàng và thoải mái.
- Xích chi hoặc Hồng chi (đỏ), có vị đắng, ích tâm khí, chủ vị, tăng trí tuệ.
- Hắc chi (đen) ích thận khí, khiến cho đầu óc sản khoái và tinh tường.
- Bạch chi (trắng) ích phế khí, làm trí nhớ dai.
- Hoàng chi (vàng) ích tì khí, trung hòa, an thần.
- Tử chi (tím đỏ) bảo thần, làm cứng gân cốt, ích tinh, da tươi đẹp.

Trong đó hồng chi là loại nấm có dược tính mạnh nhất, được sử dụng phổ biến nhất ở Bắc Mỹ, Nhật Bản, Hàn Quốc, Đài Loan và Trung Quốc. Đây là loại nấm linh chi thân gỗ, nấm non có màu đỏ bóng ở mặt trên và màu trắng ở mặt dưới, khi trưởng thành có bào tử màu nâu bám ở mặt trên. Trong thiên nhiên, loại nấm này vô cùng hiếm, tỉ lệ mọc trên các cây cổ thụ là 1/1 triệu.
Hồng chi chứa hơn 400 thành phần hoạt chất với các dược tính khác nhau, với các thành phần chính như sau:
- Polysaccharides: Beta-D-Glucan, FA, F1, F1-1a, D-6, A, B, C-2, D, G-A
- Betaglucan, G-Z
- Germanium (tỉ lệ 6000 phần triệu, nhiều hơn nhân sâm 18 lần-325 phần triệu)
- Chất chống oxy hóa (nồng độ rất cao - khoảng 24.000 I.U 's)
- Adenosine
- Vitamin B, vitamin C, các khoáng chất
- Các enzym và axit béo thiết yếu
- Protein và Glycoprotein
- Selenium, sắt, calci, kẽm, magie, đồng, kali
- 110 loại amino acid bao gồm tất cả các amino acid cần thiết cho cơ thể
- 137 loại Triterpenes và Triterpenoids, gồm sáu loại triterpenes loại bỏ tế bào viêm nhiễm (cytotoxic triterpenes). Một số hoạt động như thuốc kháng sinh chống lại các virus suy giảm miễn dịch trên người (immunodeficiency)
- Axit ganoderic: B, D, F, H, K, MF, R, S, T-1o, Y
- Ganodermadiol, Ganoderiol F, Ganodosterone
- Ganodermanontriol, axit ganoderic B, Ganodermadiol
- Ganodelan A và B, Lanostan,
- Lucidadiol, Lucidenic axit B, axit Applanoxidic G
- Sterol, ergosterol, alkaloid, Nucleotides, uridine, Urasil, axit pantothenic
- Canthaxanthin, các chất béo, protein, chất xơ, carbohydrate, dầu volotile, Riboblavin, Coumarin, Manitol, axit oleic, RNA, Cycloctosulphur
- Hàm lượng cao các chất phyto phức tạp, bao gồm cả ergosterol, ergosteroids, axit fumaric, aminoglucose và lactones

Một số tác dụng chữa bệnh như:
- Chữa bệnh cao huyết áp
- Trị đau nhức, mệt mỏi, viêm khớp
- Giúp an thần, chống suy nhược thần kinh kéo dài
- Trị các chứng chán ăn, mất ngủ
- Chống béo phì, giúp giảm cân hiệu quả
- Chống ung thư, kháng siêu vi
- Trợ tim, chống xơ vữa thành động mạch
- Tăng cường hoạt động của nang thượng thận
- Điều trị các bệnh liên quan đến dạ dày, tá tràng
- Điều trị bệnh tiểu đường
- Chữa bệnh gan, viêm gan mãn tính, gan nhiễm mỡ, viêm thận, viêm phế quản
- Ngăn chặn quá trình lão hóa, chống oxy hóa tế bào, khử các gốc tự do
- Làm trẻ hóa cơ thể, gia tăng tuổi thọ, chống các bệnh thường gặp ở tuổi già

Hồng chi được lai tạo lần đầu tiên bởi T. Henmi và cộng sự vào năm 1937, và được Y. Naoi trồng rộng rãi tại Nhật vào năm 1971, tại Việt Nam từ năm 2004.